# Dolní Lysečiny
Dolní Lysečiny (německy Nieder Kolbendorf) je malá vesnice, část obce Horní Maršov v okrese Trutnov. Nachází se asi 2 km na sever od Horního Maršova. V roce 2009 zde bylo evidováno 39 adres. V roce 2001 zde trvale žilo 16 obyvatel.
Dolní Lysečiny je také název katastrálního území o rozloze 2,91 km2.

## Historie
První písemná zmínka o obci pochází z roku 1541.

## Pamětihodnosti
- Venkovský dům čp. 8
- Horní a Dolní most přes Albeřický potok
- Lysečinská skalní jehla - cca 8 m vysoká skalní jehla na severním okraji Dolních Lysečin, která vznikla selektivním zvětráváním vápence